# 6Pチーズ

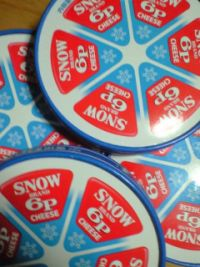
雪印乳業の6Pチーズ

6Pチーズは、円を扇形に6等分した形に個包装された、日本独自のプロセスチーズである。雪印乳業が1954年から今の形で発売を開始した（発売開始年については後述）。現在は、雪印メグミルク以外のメーカーからも同様の形状のチーズが、「6Pチーズ」あるいはそれに類似した商品名で発売されている。本項では、雪印メグミルクの製品を中心に記述する。

## 概要
アルミ箔の包装をはがして食べるチーズで、独特の形は放射状に切り分けて食べる円盤形のナチュラルチーズがイメージされている。栄養価の高さと食べやすさから学校給食のメニューにも採用されている。"P"は"Piece"（かけら）ではなく"Portion"（部分）の頭文字である。使用するチーズの種類や配合を変えたり生ハムやナッツなどを加えたりしたものも売られている。日本でのチーズの普及に大きい役割を果たした。また、料理への応用範囲も広く、各メーカーのWebサイトにおいて多数のレシピが掲載されている。
製法は数種類のナチュラルチーズを混合した後加熱して融かし、アルミ箔がはめ込まれた型に流し込み、熱いうちにアルミ箔でできた蓋で密封する。さらに紙ケースに充填後、冷蔵庫で急速冷蔵して完成となる。

## 歴史
雪印乳業・雪印メグミルクの前身に当たる北海道酪農販売組合連合会が1935年に発売した、6ポーションのチーズが元祖となる。ただし当時は缶入りで、「6Pチーズ」は愛称だった。また手作業での生産だったため、大量生産はできなかった。スイスから輸入された機械は三角形のチーズを製造するためのものだったが、改造して円形になるようにしたという。1952年に自動充填包装機が導入されたが、その後も長らく蓋をする工程など手作業に頼る部分は残されていた。
「雪印 6Pチーズ」の商品デザインが完成したのは1954年で、当時は蓋の部分が透明フィルムだった。その後全体が紙カートンになる、チーズの包装がイージーオープン方式に改善されるなどの変更はあるが、基本的なデザインは変わっていない。平成16年度（第23回）食品ヒット大賞ロングセラー賞を受賞している。

## 商標
雪印乳業は「6P」と「ロッピー」の文字を組み合わせた商標（商標登録第814852号）、及び、「SNOW BRAND 6P CHEESE」の文字が付された円形容器の図形の商標（商標登録第5088344号）を登録している。このため、「ろっぴー」という称呼を他のメーカーがチーズの商品名に用いた場合、商標権侵害に当たる可能性がある（類似#商標法における類似参照）。